# Cankurtaran-alagút
A Cankurtaran-alagút (törökül: Cankurtaran Tüneli, a közeli, azonos nevű hágóról nevezték el), más néven Hopa Cankurtaran-alagút, egy közúti alagút Artvin tartományban, a Hopa–Borçka közötti autóút  elemeként, Törökország északkeleti részén.
A Cankurtaran-hegy a Pontuszi-hegységben, Çavuşlu falu (Hopa körzet) és az attól keletre lévő Çifteköprü falu (Borçka körzet) között fekszik, és a mindkét irányban 5228 méter hosszú ikercsöves alagút irányonként két forgalmi sávon ez alatt fut majd. Az alagútépítés költsége becslések szerint 100 millió török líra körül lesz.
Az építkezés fő célja, hogy megkerülje a Cankurtaran-hágót (690 m), mely a sok hajtűkanyar miatt rendkívül balesetveszélyes, a Fekete-tengeri régió és a Kelet-anatóliai régió közötti közlekedést felgyorsítsa, így könnyebb lesz a Közel-Kelet országait is elérni. Az alagút megépültével a téli közlekedés feltételei nagyban javulnak, mely késő ősztől a tavasz végéig korábban azt nehezítették: hóesés miatti jegesedés, illetve a gyakori köd, valamint lerövidül körülbelül 12 kilométerrel az útvonal is.
Az alapkőletételre 2010. október 29-én került sor Binali Yıldırım török közlekedési, tengeri és kommunikációs miniszter jelenlétében, a Török Köztársaság napja alkalmából.
2014. március 16-án – Hayati Yazıcı vám- és kereskedelemügyi miniszter látogatásakor – törték át a két irányból fúrt alagutat.
2018. március 1-jén az alagutat átadták a forgalomnak.